# Катастрофа Fokker F27 под Баладом
Катастрофа Fokker F27 под Баладом — авиационная катастрофа, произошедшая 20 июля 1981 года в окрестностях Балада с самолётом Fokker F27-600RF авиакомпании Somali Airlines. Всего в происшествии погибли 50 человек — крупнейшая авиакатастрофа в Сомали.

## Самолёт
F27-600RF с бортовым номером 6O-SAY (заводской — 10557) по имеющимся сведениям совершил в 1977 году и на момент происшествия имел 6087 часов налёта и 2777 посадок. Год постройки требует уточнения, так как приведённое в статье фото самолёта датируется 1972 годом.

## Катастрофа
Авиалайнер выполнял внутренний рейс 40 из Могадишо в Харгейсу. Но едва взлетев, самолёт через несколько минут вернулся в аэропорт вылета для некоторых ремонтных работ. К моменту окончания работ погода ухудшилась, но командир принял решение о взлёте. Всего на борту находились 6 членов экипажа 44 пассажира (поначалу СМИ ошибочно указывали 5 членов экипажа и 44 пассажира). Фоккер вылетел из аэропорта Могадишо и начал набор высоты, а вскоре влетел в зону обильных дождей. Но всего через 8 минут с момента вылета авиалайнер упал в 22 милях (40,7 километра) северней Могадишо в окрестностях городка Балад и полностью разрушился. Все 50 человек на борту погибли. На 2013 год это крупнейшая авиакатастрофа в Сомали.

## Причины
По данным расследования, при пролёте через грозовой фронт самолёт попал в зону мощной турбулентности с сильными вертикальными порывами. В один из моментов перегрузка превысила 5,76 единиц, что было выше расчётных пределов прочности конструкции. Часть правой консоли крыла отделилась, после чего авиалайнер свалился в штопор. Виновником происшествия был назван командир экипажа, который принял решение о пролёте через грозу, хотя и осознавал всю опасность такого решения.